# Вуперталска окачена железница
Вуперталската окачена железница или Вуперталски окачен път (на немски: Wuppertaler Schwebebahn) е сред видовете обществен транспорт в гр. Вупертал, Германия. Официалното наименование на пътя е Einschienige Hängebahn System Eugen Langen (Монорелсов окачен път, система Ойген Ланген).
Железницата е построена през 1900 г. и е пусната в експлоатация през 1901 г. Представлява монорелсова двупътна окачена система на естакади. Има 20 станции. Общата дължина на пътя е 13,3 км: от тях 10 км преминават над руслото на река Вупер на височина около 12 м, останалите 3,3 км – над улиците на града на височина около 8 м. Максималната скорост на влаковете е 60 км/ч., а средната експлоатационна скорост:28 км/ч. Годишният пътникопоток е повече от 25 млн. души. Токозаахранване: 600 V., максимален наклон на трасето: 40%, средно разстояние между станциите: 700 м, продължителност на пътуването: 28 мин.

## Инциденти и аварии
Смята се, че окачените железници са сравнително надеждни при експлоатация. Въпреки това не са изключени инциденти.
- При един от тях товарен автомобил се врязва в анкерното укрепление и се налага носещите опори да бъдат допълнително подсилени с бетонен вал.
- През 1999 г. се случва трагичен инцидент, когато влак пада в реката и загиват 5 души, а 47 души са ранени.
- В историята на железницата има и куриозен инцидент: на 21 юли 1950 г. директорът на цирка решава да повози слона Туффи, с рекламна цел. На слона обаче пътуването не му харесало, започнал да проявява безпокойство, успява да счупи стена и пада от вагона (снимка: Архив на оригинала от 2012-11-28 в Wayback Machine.). За щастие по същото време са преминавали над реката и той пада във водата, без да се нарани сериозно. Днес на стената на близка сграда е нарисуван падащ слон, а на мястото, където пада, е изграден паметник с негов образ.

## Фотогалерия
- Влак над улиците на града
- Историческият кайзерски влак
- Разминаване на 2 влака
- Влак над река Вупер
- По протежение на улицата
- Преди навлизане в най-посещаваната станция(Döppersberg)
- Една от новите станции. Станция „Клузе“
- Историческа снимка. 1913 г.
- Системата за окачване